# Chiesa di San Francesco (Borgo a Mozzano)
La chiesa di San Francesco con l'annesso convento è un edificio sacro che si trova a Borgo a Mozzano.

## Storia e descrizione
Il convento di San Francesco fu iniziato a costruire nel 1526 e destinato ai padri dell'Osservanza. Gli Osservanti stessi, tra il 1596 e il 1597, lo cedettero ai Riformati. Abitato fino agli anni ottanta dai frati minori francescani, è passato in comodato nel 1983 poi in proprietà nel 2006 alla Confraternita di Misericordia di Borgo a Mozzano che vi ha realizzato una RSA per l'accoglienza di anziani, fragili e persone non più autosufficienti. 
All'esterno un portico con doppio loggiato, con pilastri in laterizio e colonne in pietra, consente l'accesso alla cappella di Sant'Elisabetta e alla chiesa. L'interno di quest'ultima è a una navata, coperta a volta reale ma prima a capriate lignee. 
Nella navata sono presenti due altari in legno di noce: il primo, situato a destra dell'entrata principale e dedicato alla Vergine ai santi francescani,, fu intagliato nel 1646 da Francesco Santini, mentre l'altro fu realizzato nel 1714 dai maestri Bartolomeo e Alessandro in sostituzione di quello precedente costruito in legno di pioppo. 
Al secondo altare a destra si trova la tela con Cristo che appare a Santa Caterina di Pietro Ricchi. In quello di fronte è contenuto un Crocifisso ligneo settecentesco intagliato da Alessandro Santini nel 1721 per l'altare maggiore e originariamente affiancato da quattro angeli dorati perduti.
L'altare maggiore, sostituito al precedente nel 1726, reca al centro la statua di San Francesco in marmo, opera documentata dello scultore carrarino Francesco Franchi, posta all'esterno nel 1950 e ricollocata al suo posto dopo il restauro, nel 2010. 
Scene della vita di San Francesco sono state affrescate da Domenico Manfredi tra 1635 e 1637 nelle lunette del chiostro, composto da un porticato con pilastri in laterizio e capitelli in arenaria. Al centro è situata una cisterna d'acqua fatta costruire da Raffaello di Controni nel 1551.
Il convento gode di una vista stupenda sul paese sottostante, di un orto ampio con un antico pergolato e con un bosco ombroso di lecci.